# Randy Zisk
Randall "Randy" Zisk é um diretor e produtor estadunidense.

## Como diretor
- Lois & Clark: The New Adventures of Superman (6 episódios, 1993–1995)
- NYPD Blue (2 episódios, 1996–1997)
- Early Edition (3 episódios, 1996–1998)
- Chicago Hope (1 episódio, 1997)
- Providence (3 episódios, 1999–2002)
- Felicity (1 episódio, 2000)
- Strong Medicine (1 episódio, 2001)
- American Dreams (4 episódios, 2002–2004)
- Without a Trace (6 episódios, 2002–2006)
- Monk (34 episódios, 2002–2009)
- John Doe (1 episódio, 2003)
- Miss Match (1 episódio, 2003)
- House M.D. (1 episódio, 2005)
- Prison Break (1 episódio, 2005)
- Desperate Housewives (3 episódio, 2006-2012)
- Weeds (1 episódio, 2007)
- Grey's Anatomy (4 episódios, 2007–2010)
- Memphis Beat (2 episódios, 2010-2011)
- Rizzoli & Isles (5 episódios, 2011-2014)
- The Mentalist (8 episódios, 2011–2014)

## Como Produtor
- Lois & Clark: The New Adventures of Superman (21 episódios, 1995–1996) (co-produtor executivo)
- Monk (97 episódios, 2002–2009) (produtor executivo), (16 episódios, 2003–2004) (co-produtor executivo)
- The Good Cop (2018) (produtor executivo)